# Cap Tchaouda
Le cap Tchaouda (en russe et ukrainien : Чауда) est la pointe méridionale de la péninsule de Féodosiia en Crimée sur la mer Noire.

## Géographie
Il se trouve à 36 km à l'est de la ville de  Féodosiia, au point méridionale du raïon de Lénine sur la mer Noire.

## Histoire
Des fouilles archéologique ont montré l’existence d'une ville antique sur le site et des traces d'habitat plus ancien.
C'est aussi le Complexe aquatique côtier du Cap Tchaouda qui est classé pour abriter les tulipes bicolores.

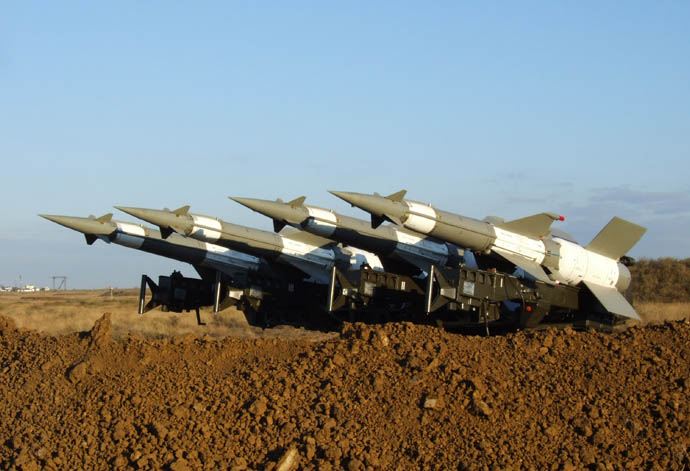
Missiles S-125 en 2010.

Le cap est aussi un centre d'essais militaire et sert, depuis l'invasion de l'Ukraine de 2022 comme site d'envol de drones HESA Shahed 136